# توني ميرشنت
توني ميرشنت (بالإنجليزية: Tony Marchant)‏ هو لاعب دوري الرغبي أسترالي، ولد في 22 ديسمبر 1962 في Pontefract ‏ في المملكة المتحدة.